# Большескуратовское сельское поселение
Большескура́товское сельское поселение — бывшее муниципальное образование в Чернском районе Тульской области.
Административный центр — посёлок Скуратовский.
С апреля 2014 года упразднено и вошло в состав Тургеневского муниципального образования.

## Население
| 2010 | 2012  | 2013  | 2014  |
| ---- | ----- | ----- | ----- |
| 2559 | ↗2589 | ↗2657 | ↗2711 |

## Состав сельского поселения
В состав сельского поселения входили:
| №  | Населённый пункт  | Тип населённого пункта          | Население |
| -- | ----------------- | ------------------------------- | --------- |
| 1  | Александровка     | деревня                         |           |
| 2  | Байденка          | деревня                         |           |
| 3  | Богослово         | село                            |           |
| 4  | Большая Рябая     | деревня                         |           |
| 5  | Большое Скуратово | село                            |           |
| 6  | Бредихино 1-е     | село                            |           |
| 7  | Бредихино 2-е     | село                            |           |
| 8  | Бунаково          | деревня                         |           |
| 9  | Воропаевский      | посёлок                         |           |
| 10 | Гринево           | деревня                         |           |
| 11 | Гуньково          | деревня                         |           |
| 12 | Долматово         | деревня                         |           |
| 13 | Ильинка           | деревня                         |           |
| 14 | Каверино          | деревня                         |           |
| 15 | Калиновка         | деревня                         |           |
| 16 | Каменный Холм     | посёлок                         |           |
| 17 | Красная Нива      | посёлок                         |           |
| 18 | Краснопрудский    | посёлок                         |           |
| 19 | Кудиново          | село                            |           |
| 20 | Кукуевка          | деревня                         |           |
| 21 | Льгово            | деревня                         |           |
| 22 | Медвежка          | деревня                         |           |
| 23 | Николо-Вяземское  | село                            |           |
| 24 | Облучье           | посёлок                         |           |
| 25 | Платицино 1-е     | деревня                         |           |
| 26 | Платицино 2-е     | деревня                         |           |
| 27 | Подберезово       | деревня                         |           |
| 28 | Ползиково         | деревня                         |           |
| 29 | Сидорово          | деревня                         |           |
| 30 | Синюково          | деревня                         |           |
| 31 | Скуратовский      | посёлок, административный центр |           |
| 32 | Спасское          | село                            |           |
| 33 | Станция Чернь     | посёлок                         |           |
| 34 | Старухино         | село                            |           |
| 35 | Филатьево         | деревня                         |           |
| 36 | Хмелевая          | деревня                         |           |
| 37 | Хмелины           | село                            |           |
| 38 | Хрущи             | посёлок                         |           |
| 39 | Шушмино           | село                            |           |
| 40 | Ясный Уголок      | посёлок                         |           |

## Русская православная церковь
- Церковь Рождества Пресвятой Богородицы (Большое Скуратово).
- Церковь Успения Пресвятой Богородицы (Николо-Вяземское).
- Церковь Смоленской иконы Божией Матери (Бредихино).
- Церковь Спаса Преображения (Спасское).

## Достопримечательности
- В селе Большое Скуратово расположен памятник архитектуры — дом князя Шаховского.
- «Музей-усадьба Л. Н. Толстого в селе Никольское-Вяземское» — филиал яснополянского музея.

## Знаменитые люди
- Алексей Иванович Скуратов — один из первых русских исследователей Арктики. Участник Великой Северной экспедиции.
- Князь Ива́н Лео́нтьевич Шаховско́й (1777—1860) — генерал от инфантерии, генерал-адъютант из рода Шаховских.
- Николай Иванович Горчаков
- Илья Андреевич Толстой
- Лев Николаевич Толстой
- Сергей Львович Толстой